# Пат Дженингс
Патрик Антъни Дженингс (на английски: Patrick Anthony Jennings; роден на 12 юни 1945 г.) е североирландски футболен вратар. Играе във ФК Нюри Сити, ФК Уотфорд, Тотнъм от 1964 до 1977 г., Арсенал от 1977 до 1986 г., Евертън от 1986 г. Футболист на годината в Англия през 1973 г. Има над 1000 мача в първенството за купата и в националния отбор на Северна Ирландия. Шампион през 1987 г., носител купата през 1967 и 1979 г. Носител на купата на УЕФА през 1972 г.
В националния отбор изиграва 119 мача, като дебютира на 15 април 1964 г. срещу Уелс. Участва на Световното първенство през 1982 г. и през 1986 г.
Обявен за почетен доктор на Университета в Белфаст. От 1993 г. тренира вратарите в Тотнъм.